# Khỉ nhện Peru
Ateles chamek là một loài động vật có vú trong họ Atelidae, bộ Linh trưởng. Loài này được Humboldt mô tả năm 1812.

## Hình ảnh

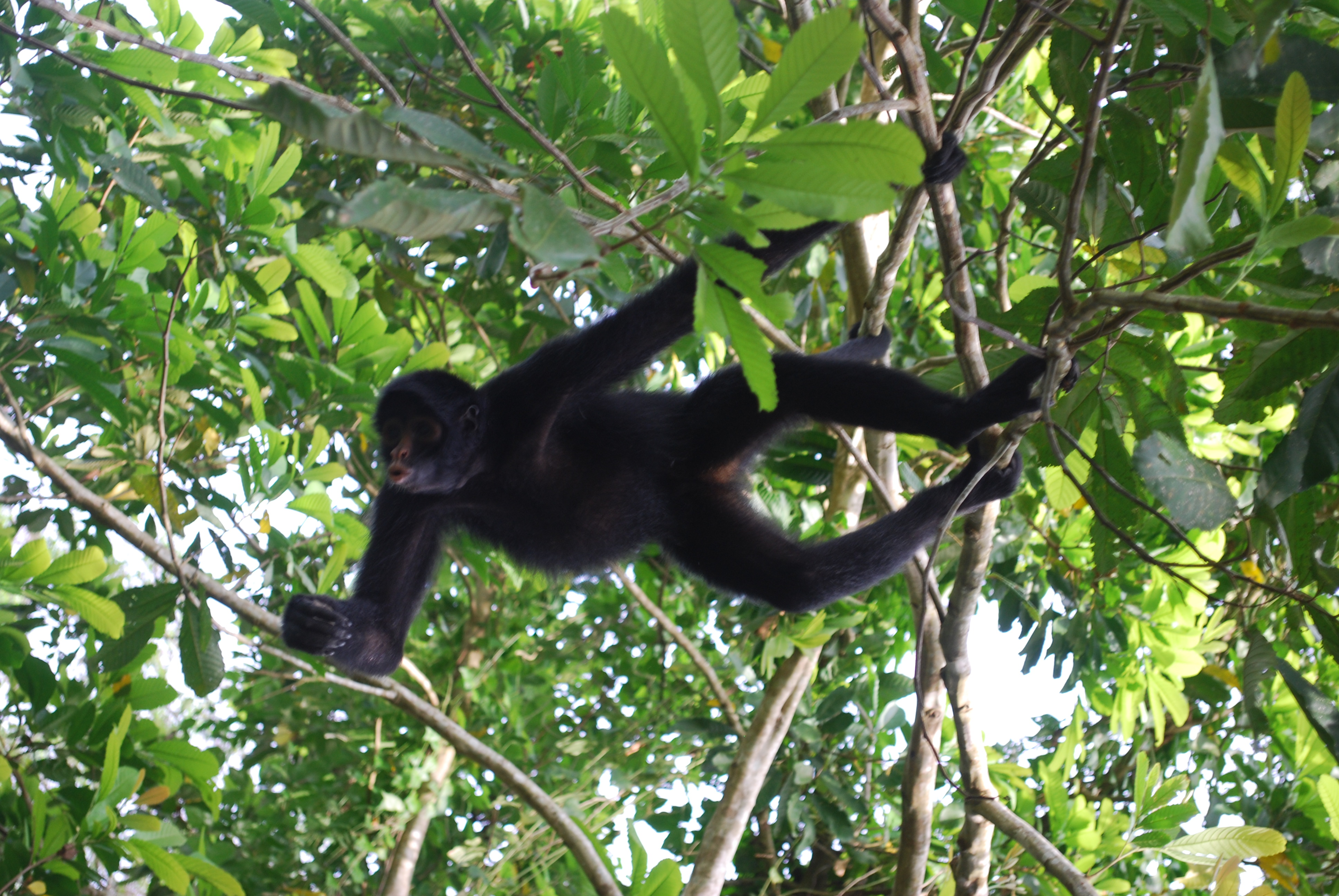
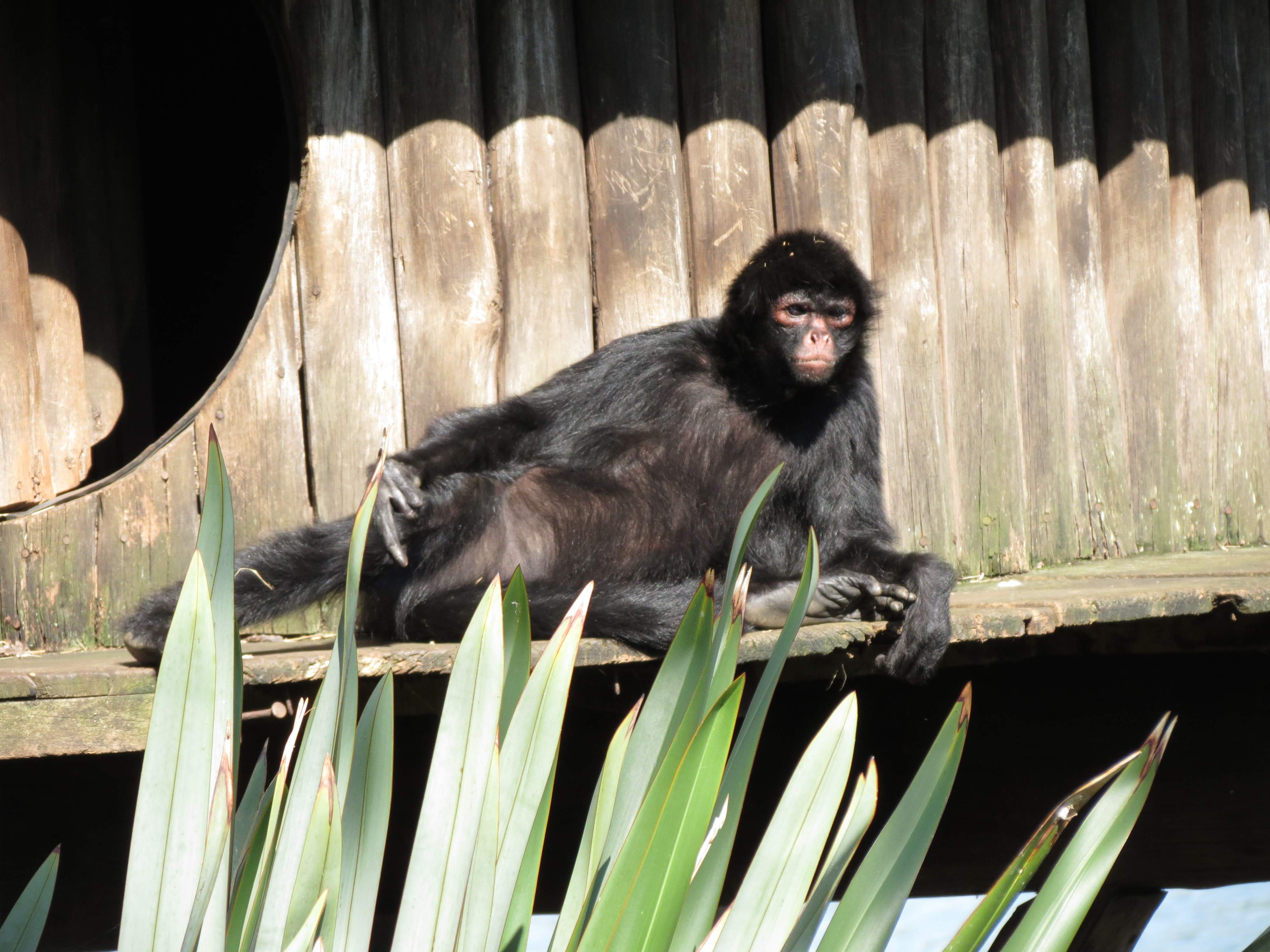
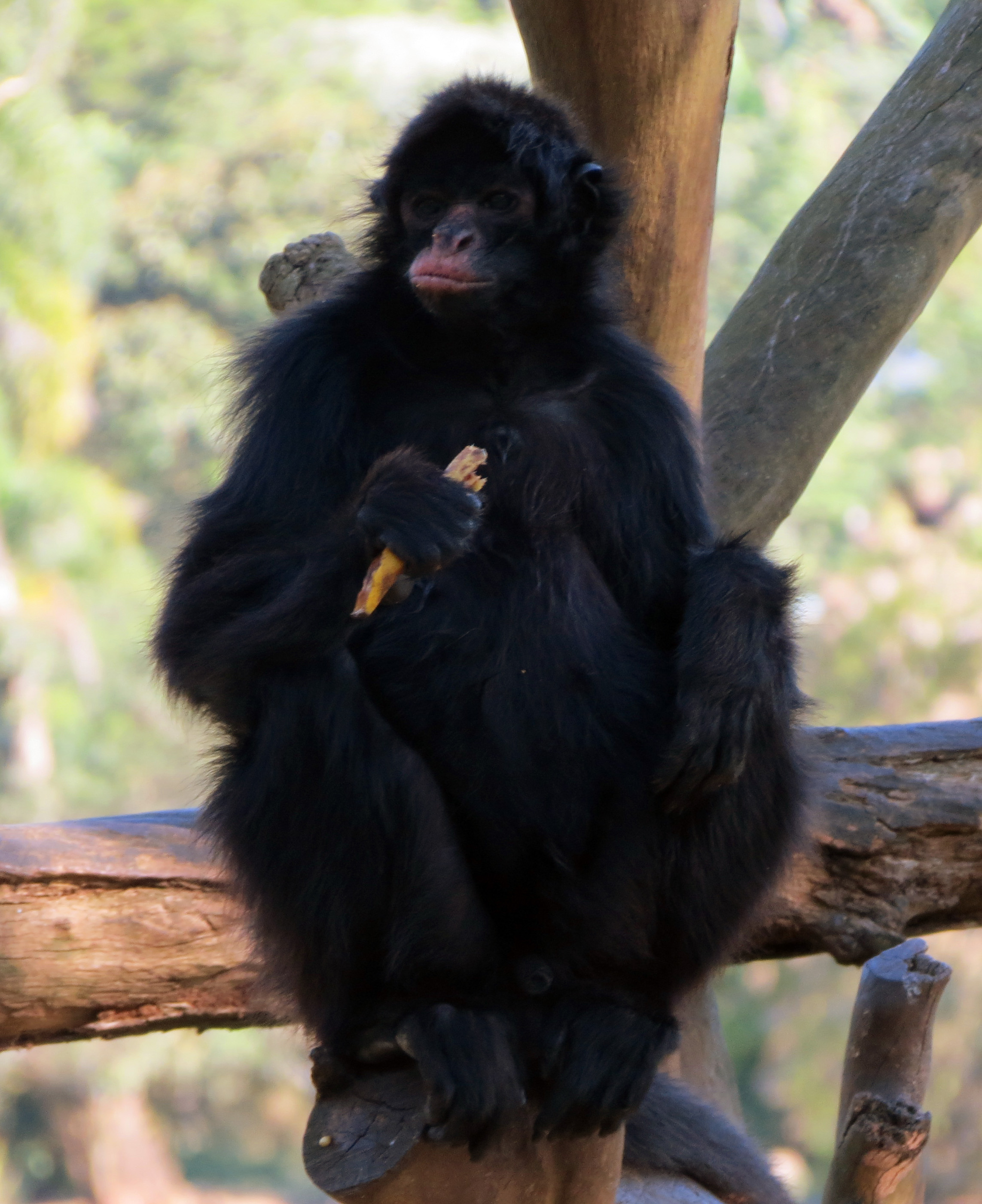
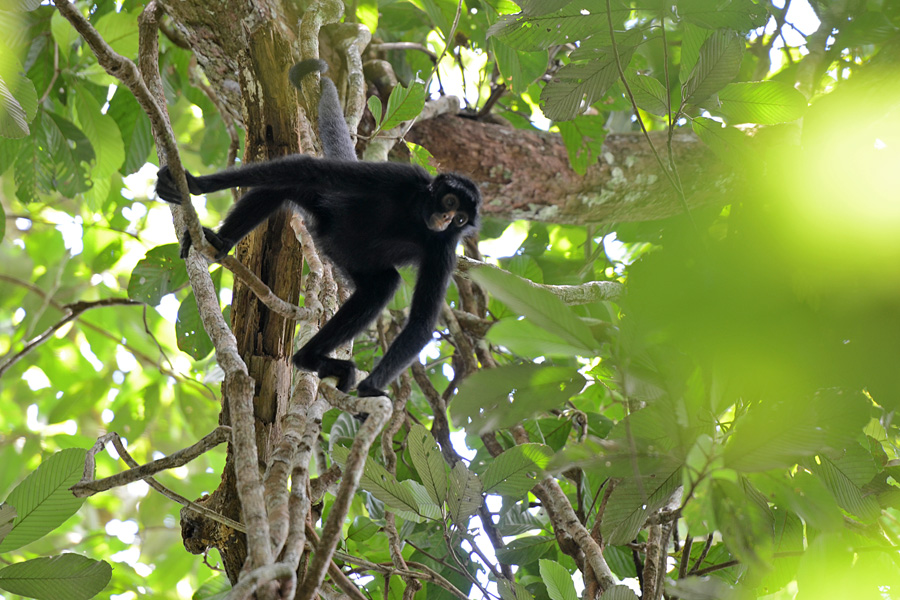